# Renard roux d’Europe
Vulpes vulpes crucigera
Sous-espèce
Le Renard roux d’Europe (Vulpes vulpes crucigera) est une sous-espèce du Renard roux vivant principalement en Europe de l'Ouest.

## Description

### Dimensions
Il s’agit d’une sous-espèce d’une taille légèrement plus grande que la moyenne de l’espèce, mais toutefois légèrement plus petite que V. v. vulpes,. Ils atteignent une longueur moyenne d’une soixantaine de centimètres pour jusqu’à une quarantaine de centimètres de hauteur au garrot. Il y a une différence de dimensions entre mâles et femelles : les mâles mesurent entre 62 et 72 cm de long pour un poids moyen de 6,7 kg, tandis que les femelles atteignent environ 61 cm pour un poids de 5,4 kg,. La queue, longue et touffue, mesure entre 34 et 41 cm.
Le crâne mesure environ 15 cm de long pour une largeur de 8,2 cm. Il possède une dentition typique des canidés avec un total de 42 dents, bien que ses prémolaires soient plus espacées et ses dents légèrement plus petites que celles de V. v. vulpes. Son caryotype est composé de 34 chromosomes.

### Pelage
Le pelage est généralement d’un brun rougeâtre ou jaunâtre, bien que des variations individuelles significatives existent,. Le dos est souvent plus foncé, avec une teinte allant du brun au roux intense, tandis que les flancs du cou et la région située derrière les épaules sont plus clairs. Contrairement à certaines autres sous-espèces, l’arrière du dos ne présente pas de marques blanchâtres, bien que certains spécimens puissent arborer un léger givrage blanc sur la partie postérieure du corps.
Le ventre est d’un gris terne avec des reflets blancs. Ce poil blanc continue vers la poitrine jusqu’à la lèvre supérieure, en passant par la gorge. Le museau est fin et pointu. Les oreilles, relativement grandes, sont pointues et dressées, avec une face externe noire et un intérieur généralement blanc. Les membres sont souvent d’une couleur plus foncée, bien que cette coloration puisse être plus ou moins marquée selon les individus. La queue, longue et fournie, se termine généralement par une pointe blanche,.

## Mode de vie

### Répartition et habitat
Le renard roux d’Europe est une sous-espèce indigène du continent européen, dont l’aire de répartition s’étend de l’ouest de la Russie jusqu’au Sud-Ouest de la France et sur les îles Britanniques. Il n’est pas présent en Scandinavie, où vit plutôt le renard de Scandinavie ‘‘V. v. vulpes’’.
Par l’intervention humaine, il a été introduit sur d’autres continents : en Australie pour tenter de réguler les populations de lapins de garenne qui s’y étaient multipliées, ainsi qu’aux États-Unis, notamment dans l’État de Virginie-Occidentale, à des fins cynégétiques.
Le renard roux d’Europe fréquente une grande variété d’habitats, incluant les forêts, les zones agricoles, les plaines, les montagnes, les tourbières, les dunes, les zones en bord de mer comme les falaises et les marais salants. Il est particulièrement abondant dans les zones urbaines, notamment dans la ville de Londres, où il exploite efficacement les ressources disponibles. Cette plasticité écologique en fait l’un des carnivores les plus adaptables d’Europe.

### Alimentation
Le régime alimentaire du renard roux d’Europe est omnivore et opportuniste. Il consomme principalement de petits mammifères tels que les campagnols, mais aussi des lapins, oiseaux, mais aussi des invertébrés comme des insectes, comme des sauterelles ou des scarabées, des vers de terre. Il est également capable, dans certaines conditions, de s’attaquer à des petits ongulés comme des chevreuils, ou des petits d’ongulés plus grands comme des faon de cerf élaphe, ainsi que des petits du bétail comme des agneaux ou des chevreaux, bien qu’il ne soit généralement pas assez fort pour maîtriser des proies de plus grande taille comme des animaux adultes. Faute de mieux, peut également consommer des fruits, des baies comme des mûres ou des myrtilles, ou d’autres fruits comme des prunes.
Le renard enterre régulièrement ses proies en surplus pour en disposer ultérieurement. Il joue un rôle écologique important dans la régulation des populations de rongeurs et d’insectes, mais peut aussi constituer un prédateur significatif pour les oiseaux nichant au sol.

### Comportement
Le renard roux d’Europe est un carnivore essentiellement solitaire, mais il peut former des groupes familiaux composés d’un couple reproducteur et de leur progéniture. Il arrive que des femelles subordonnées, non reproductrices, restent sur le territoire familial.
L’espèce est majoritairement monogame, et son activité est principalement crépusculaire et nocturne, bien qu’elle puisse aussi chasser en journée. Durant la journée, il se repose généralement dans un terrier, mais aussi parfois dans des arbres creux, des cavités rocheuses, sous des amas de bois ou des bâtiments.
Chaque groupe familial occupe un territoire bien délimité, marqué à l’aide de dépôts d’urine et de déjections placés à des endroits visibles (touffes d’herbes, garennes, etc.). Ces marquages olfactifs, complétés par des mimiques corporelles et des émissions sonores, jouent un rôle essentiel dans la communication intra- et interindividuelle. Le répertoire vocal comprend notamment des glapissements, des jappements agressifs, des gémissements doux et des hurlements perçants, surtout durant la saison de reproduction.
La taille du domaine vital varie selon la densité de ressources : en Australie, il peut atteindre environ 5 km².
Ses principaux prédateurs sont les rapaces, les chiens domestiques ou errants, et, dans une moindre mesure, l’être humain.

### Reproduction
Le renard roux se reproduit une fois par an, durant l’hiver (de décembre à février), et la mise bas a lieu au printemps après une gestation de 51 à 53 jours. La portée compte généralement entre 4 et 10 petits.
Les jeunes sont allaités pendant environ 56 à 70 jours avant le sevrage. La maturité sexuelle est atteinte vers 10 mois, et la longévité de l’espèce peut atteindre 14 ans en captivité, bien que les individus vivant à l’état sauvage aient souvent une espérance de vie moindre.

## Systématique
Le nom valide complet (avec auteur) de ce taxon est Vulpes vulpes crucigera (Bechstein, 1789).
Vulpes vulpes crucigera a pour synonymes[réf. nécessaire] :
- Canis melanogaster (Bonaparte, 1832)
- Vulpes alba (Borkhausen, 1797)
- Vulpes cinera (Bechstein, 1801)
- Vulpes europaeus (Kerr, 1792)
- Vulpes hypomelas (Wagner, 1841)
- Vulpes lutea (Bechstein, 1801)
- Vulpes meridionalis (Fitzinger, 1855)
- Vulpes nigra (Borkhausen, 1797)
- Vulpes vulpes diluta (Ognev, 1924)
- Vulpes vulpes hellenica (Douma-Petridou & Ondrias, 1980)
- Vulpes vulpes stepensis (Brauner, 1914)